# Manfred Linzmaier
Manfred Linzmaier, né le 27 août 1962 à Kufstein (Autriche), est un footballeur autrichien, qui évoluait au poste de milieu de terrain au FC Wacker Innsbruck et en équipe d'Autriche.
Linzmaier a marqué deux buts lors de ses vingt-cinq sélections avec l'équipe d'Autriche entre 1985 et 1991.

## Carrière
- 1981-1986 : FC Wacker Innsbruck
- 1986-1992 : Swarovski Tirol
- 1992-1993 : FC Wacker Innsbruck
- 1993-1995 : LASK Linz
- 1995 : Vorwärts Steyr
- 1996 : FC Linz
- 1996-1997 : FC Kufstein

## Palmarès

### En équipe nationale
- 25 sélections et 2 buts avec l'équipe d'Autriche entre 1985 et 1991.

### Avec le Wacker Innsbruck
- Vainqueur de la Coupe d'Autriche de football en 1993.

### Avec le Swarovski Tirol
- Vainqueur du Championnat d'Autriche de football en 1989 et 1990.
- Vainqueur de la Coupe d'Autriche de football en 1989.